# Ecaterina Salvaresso
Ecaterina Salvaresso, née à Pera et morte à Tripoli en 1590, est l'épouse d'Alexandru II Mircea et princesse régente de Valachie de 1577 à 1583,
Elle était d'origine génoise, de l'île de Chio. De son époux Alexandru II Mircea, elle eut un fils Mihnea II Turcitul (i.e le Turc ou l'Islamisé) (juillet 1564-1601). Il est nommé prince de Valachie sous la régence de sa mère, à l'âge de 13 ans, en septembre 1577, contre le versement d'un tribut aux Turcs de 117 000 ducats d'or. Il restera sur le trône de 1577 à 1583 et de 1585 à 1591.